# Rezerwat przyrody Skowronno
Rezerwat przyrody Skowronno – rezerwat stepowy na terenie Nadnidziańskiego Parku Krajobrazowego w gminie Pińczów, w powiecie pińczowskim, w województwie świętokrzyskim.
- Powierzchnia: 2,06 ha[3] (akt powołujący podawał 1,93 ha[4])
- Rok utworzenia: 1960
- Dokument powołujący: Zarządz. MLiPD z 28 marca 1960; MP. 34/1960, poz. 170[4]
- Numer ewidencyjny WKP: 027
- Charakter rezerwatu: częściowy (podlega ochronie czynnej[5])
- Przedmiot ochrony: naturalne stanowiska reliktowej roślinności kserotermicznej; panującym gatunkiem jest kłosownica pierzasta (Brachypodium pinnatum)